# Dying Fetus
Dying Fetus (engl. „Sterbender Fötus“) ist eine US-amerikanische Death-Metal-Band aus Annapolis, die 1991 gegründet wurde. Ihre Texte handeln von Politik, Gewalt und Religion und waren früher von Gore-Elementen durchsetzt.

## Geschichte

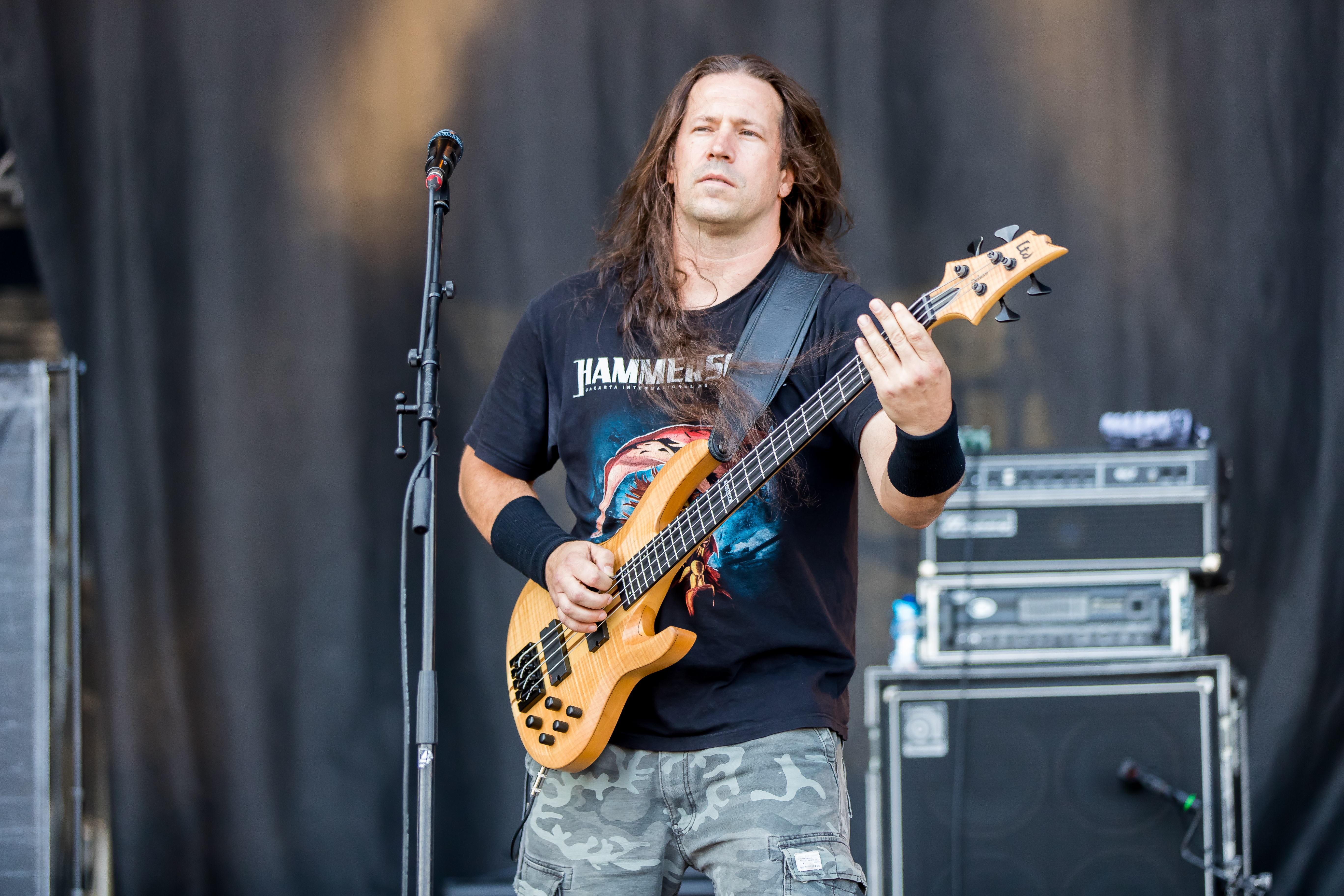
Bassist Sean Beasly beim Summer Breeze 2016

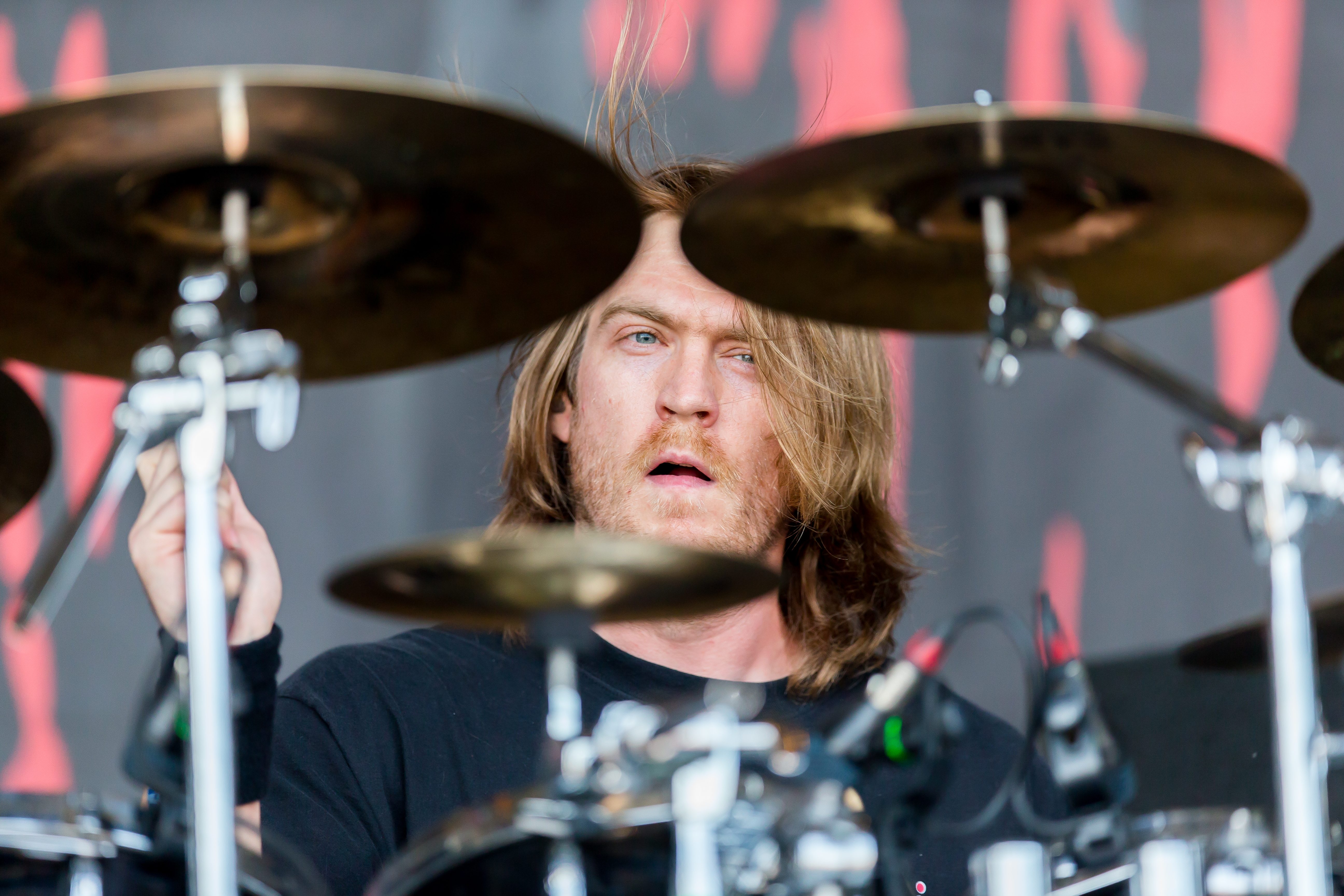
Schlagzeuger Trey Williams beim Summer Breeze 2016

1995 erschien das erste offizielle Album Infatuation with Malevolence in Eigenproduktion und bald darauf folgte auch eine Tour durch den Osten der USA. 1996 folgte das zweite Album Purification Through Violence, welches unter Pulverizer Records veröffentlicht wurde und wieder folgte darauf eine Tour durch ganz Amerika mit Szenegrößen wie Kataklysm oder Monstrosity.
Mit ihrem dritten Album Killing on Adrenaline, welches 1998 unter Blunt Force Records erschien, gelang ihnen auch international der Durchbruch. Es folgte auch eine große Tour durch Amerika und Europa. 1999 wurde ihr Debüt-Album Infatuation with Malevolence mit einigen Bonustracks wiederveröffentlicht. 2000 unterzeichnete Dying Fetus einen Plattenvertrag mit Relapse Records, ging auf US-Tour mit Kataklysm und Destruction und veröffentlichte die EP Grotesque Impalement, eine Zusammenstellung alter Songs, um den Fans die Wartezeit auf das neue Album zu verkürzen.
Nach 2000 brachten Dying Fetus ihr viertes Album Destroy the Opposition heraus, welches ein großer Erfolg wurde und wieder eine internationale Tour nach sich zog. Nach diesem Album und der Tour gab es heftige Debatten innerhalb der Band. Jason Netherton, Sparky Voyles und Kevin Talley verließen die Band und gründeten Misery Index. Als Ersatz stießen Mike Kimball, Sean Beasly, Erik Sayenga und Vince Matthews zur Band.
2003 erschien ihr fünftes Album Stop at Nothing, worauf mehrere Touren folgten. Im Jahr 2004 trennte sich Vince Matthews von der Band und 2005 verließ auch Erik Sayenga Dying Fetus. Nach über einem Jahr auf Drummer-Suche wurde 2006 Duane Timlin (ex-Divine Empire) als neuer Schlagzeuger angekündigt und Bassist Sean Beasly übernahm den zweiten Gesang. In dieser Besetzung wurde Anfang 2007 auch ihr sechstes Album, War of Attrition veröffentlicht. Noch im selben Jahr verließ Duane Timlin die Band jedoch wieder und wurde durch Trey Williams ersetzt. Im März 2008 verließ Gitarrist Mike Kimball die Band.
Am 18. September 2009 erschien das neue Album Descend into Depravity. Es wurde bereits eine Woche zuvor in voller Länge als Stream veröffentlicht. Am 21. September 2009 wurde das Musikvideo zu Sheperd’s Commandment vorgestellt.
Zu ihrem 20-jährigen Bestehen veröffentlichten sie im Juli 2011 die EP History Repeats… über Relapse Records. Diese enthielt ein neues Lied, sowie Coverversionen von Dehumanized, Napalm Death, Broken Hope, Bolt Thrower, Pestilence und Cannibal Corpse.
Der 2012 erschienene Tonträger Reign Supreme orientiert sich im Gegensatz zum sehr technischen Metal des Vorgängers wieder mehr zum alten Stil. Laut John Gallagher wurde auf eine zeitgemäße Produktion wertgelegt. Das Album erhielt fast durchweg gute Kritiken (Metal-Hammer: 6/7, Rock-Hard: 8/10, Metal.de: 8/10).

## Diskografie

### Studioalben
- 1995: Infatuation with Malevolence
- 1996: Purification Through Violence
- 1998: Killing on Adrenaline
- 2000: Destroy the Opposition
- 2003: Stop at Nothing
- 2007: War of Attrition
- 2008: Killing on Adrenaline (Remastered)
- 2009: Descend into Depravity
- 2012: Reign Supreme
- 2017: Wrong One to Fuck With[8]
- 2023: Make Them Beg for Death

### Demos und EPs
- 1993: Bathe in Entrails (Demo)
- 1994: Infatuation with Malevolence (Demo, Wiederveröffentlichung 1999)
- 2000: Grotesque Impalement (EP)
- 2002: Deepred/Dying Fetus (Split-EP mit Deepred)
- 2011: History Repeats... (EP)

### Musikvideos
- 1998: Kill Your Mother Rape Your Dog
- 2003: One Shot, One Kill
- 2007: Homicidal Retribution
- 2009: Shepherd’s Commandment
- 2010: Your Treachery Will Die with You
- 2012: From Womb to Waste
- 2013: Second Skin
- 2017: Fixated on Devastation
- 2017: Panic amongst the Herd
- 2017: Die with Integrity
- 2018: Wrong One to Fuck With